# جیمی اوبری
جیمی اوبری (انگلیسی: Jimmy Aubrey؛ ‏ ۲۳ اکتبر ۱۸۸۷ – ۲ سپتامبر ۱۹۸۳) بازیگر، کارگردان فیلم و تدوین‌گر اهل بریتانیا بود.

## گزیدهٔ فیلم‌شناسی
- دردسر
- روز ویژهٔ یونس‌وار او
- به‌دنبال دردسر
- طراح دکور
- بهاران
- آنکه در پایان می‌خندد
- کوتوله‌ها و رفقا
- عشق خالص
- مشت و علوفه
- برد پرزحمت
- مستخدمه و پارچه کتانی
- دندان‌پزشکان و بانوان
- عزیزان دل و سوئیچ بمب
- ناشی‌ها و خرابکاری‌ها
- خپله و کشمکش‌ها
- مدل‌ها و همسران
- هالوها و یاوه‌سرایی‌هایشان
- خوش‌خیالی‌ها
- تندرست و شاد
- کله‌شق‌ها و رهن منزل
- جاز و زندانیان
- دکتر جکیل و آقای هاید
- کودن‌ها
- طلاق خوش
- سال‌های سبز
- ملاقات ابوت و کاستلو با دکتر جکیل و آقای هاید
- مرد نامرئی بازمی‌گردد
- پسران صحرا
- پل واترلو
- داستان دو شهر
- اگر پادشاه بودم
- او همسرم است
- شاهزاده و گدا
- میدان خماری
- کلکته
- حکم
- گردشگر
- مادر مجرد
- بیگانه‌ای در دهکده
- کولاک
- حیاط خلوت
- تامال و دختران نانجیب